# Золтан Алмаши
Золтан Алмаши (на унгарски: Almási Zoltán) е унгарски шахматист, международен гросмайстор от 2003 г.

## Шахматна кариера
През 1996 г. спечелва ежегодния турнир в Памплона. През 1999 и 2001 г. завършва на трето място в същото състезание.
През 2004 г. участва на световното първенство в Триполи, където е отстранен в четвъртия кръг от Рустам Касимджанов с 0-2 точки. Същата година спечелва турнира по шах960 „FiNet Open“ с резултат 9,5 точки от 11 възможни и без загубена партия.
През 2005 година участва на световното първенство по шах960 като претедент за титлата. Алмаши губи своя мач срещу шампиона Пьотър Свидлер с 3-5 точки. След края на мача руснакът споделя, че Алмаши е трябвало да спечели мача и че унгарецът го е надиграл в почти всяка партия.
През 2008 г. спечелва ежегодния турнир в Реджо Емилия с резултат 6 точки от 9 възможни и без загубена партия.
През 2009 г. става за седми път шампион на Унгария с резултат 6 точки от 9 възможни. Със същия брой точки приключва състезанието вицешампиона Ференц Беркеш. През октомври спечелва турнира „Мемориал Дьорд Маркс“ с резултат 7 точки от 10 възможни.
През 2010 г. завършва на второ място в 52-рото издание на турнира в Реджо Емилия с резултат 6,5 точки от 9 възможни. Кръг преди края има точка преднина пред втория Гата Камски. Двамата шахматисти играят един срещу друг в последния кръг, където американецът побеждава Алмаши и става краен победител в турнира.